# Ian Murray
Ian William Murray (ur. 20 marca 1981 w Edynburgu) – szkocki piłkarz występujący na pozycji obrońcy lub defensywnego pomocnika. W swojej karierze grał w klubach Hibernian, Alloa Athletic, Rangers, Norwich City, Brechin City oraz Dumbarton. W latach 2002–2006 rozegrał 6 meczów dla reprezentacji Szkocji.